# Алвор

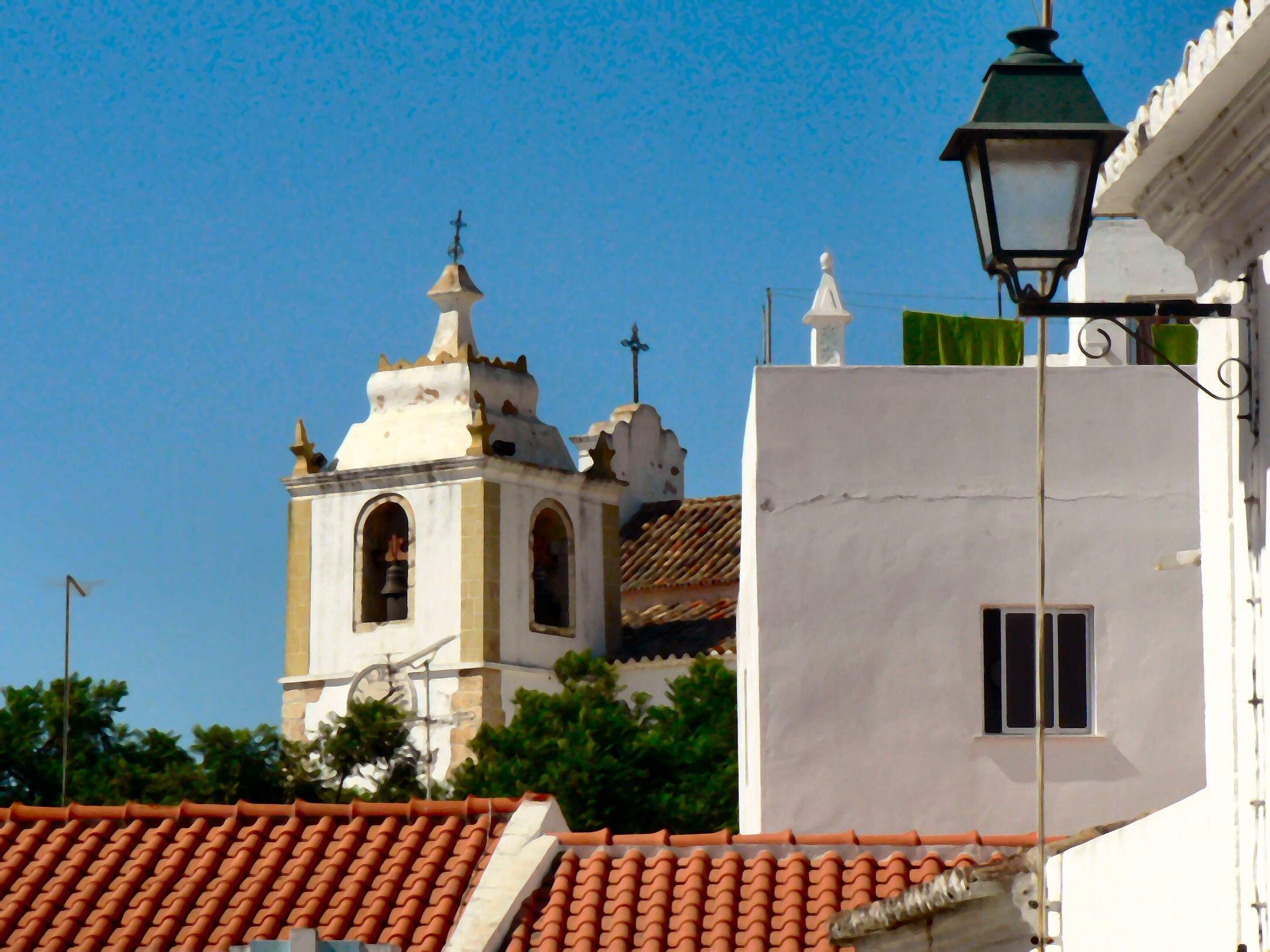

Алвор (порт. Alvor) — район (фрегезия) в Португалии, входит в округ Фару. Является составной частью муниципалитета Портиман. По старому административному делению входил в провинцию Алгарве (регион). Входит в экономико-статистический субрегион Алгарве, который входит в Алгарве. Население составляет 4977 человек на 2001 год. Занимает площадь 15,25 км².
Покровителем района считается Иисус Христос (порт. São Salvador).